# Торкаль-де-Антекера
Торкаль-де-Антекера (исп. Parque Nacional Torcal de Antequera) — национальный парк Испании, располагается на юге страны, в северной части провинции Малага, на границе муниципалитета Антекера. Парк завораживает своими причудливыми формами скал и камней, которые подвергались эрозии много десятков, а может и сотен миллионов лет. Пейзажи парка являются ярким примером карстового рельефа. Площадь парка — 20,08 км².

## Происхождение
Его корни уходят в далёкую мезозойскую эру, более точно — в Юрский период, то есть будущий парк начал образовываться примерно 160 миллионов лет тому назад. Территория Торкаля вытянута с запада на восток, в прошлом там проходил залив от Кадиса до Аликанте, соединявший тогдашние Атлантический океан и Средиземное море. В Кайнозойскую эру образовались складчатые высокогорья, это привело к оседанию известнякового осадка в этом рукаве океана, таким образом возникли горы, вершины которых из-за частых землетрясений приняли форму грибов.

## Геологические характеристики

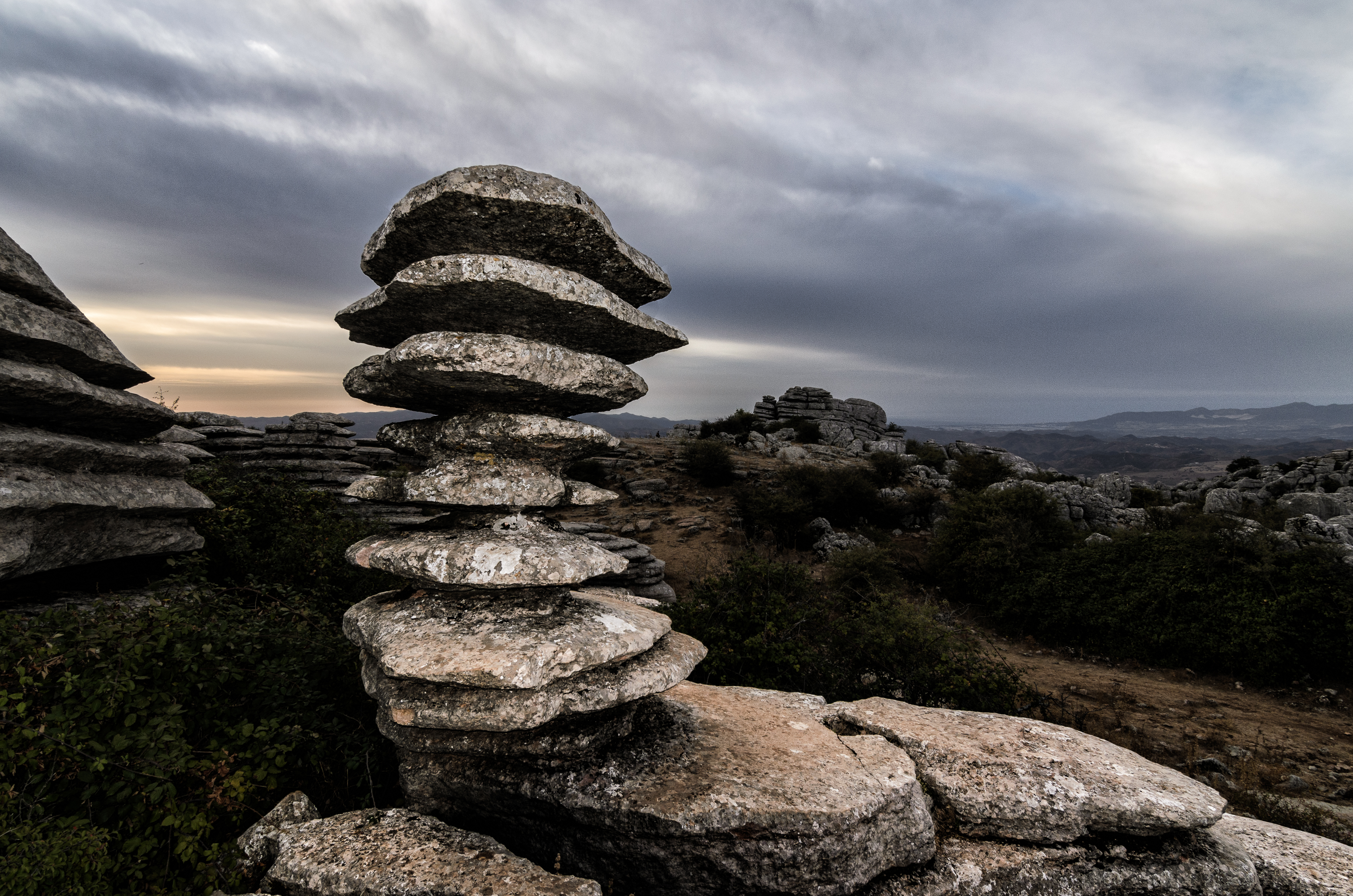

Каменные массивы парка состоят из известняка трёх типов: оолитовый, брекчивидный и хрупкий. Всё это образовывалось на морском дне в течение Юрского периода (между 250 и 150 миллионов лет назад). Осадок собирался на дне океана становился всё толще и толще и со временем затвердел.